# شولپ بای نورتورف
شولپ بای نورتورف (به آلمانی: Schülp b. Nortorf) یک شهر در آلمان است که در رندسبورگ-اکرنفورده واقع شده‌است. شولپ بای نورتورف ۸۲۱ نفر جمعیت دارد.